# Javolution
Javolution és una biblioteca de codi obert en llenguatge de programació Java per a aplicacions de Temps Real que inclou diversos objectes i col·leccions d'alt rendiment no previstes en l'especificació Java de Temps Real (RTSJ).
Javolution proporciona entre d'altres les característiques següents:
- Contextos (de memòria) concurrents[1] per al suport de programació paral·lela.
- Implementació d'alt rendiment de paquets estàndard de Java (Javolution.util[2] com a substitut de Java.util)
- Programació per contextos[3] per a la separació de finalitats (logging, rendiment, ..)
- Contextos apilables[4] per reduir l'allotjament al munt (ang.:heap) mitjançant zones privades del fil d'execució o també memòries d'àmbit de RTSJ (ang:ScopedMemory)
- Classes equivalents a Union i Struct[5] del llenguatge C per una major facilitat d'interacció.
- Implementació de temps real de StAX (Streaming API for XML)
- Llicència BSD